# Müritz
Lacul Müritz este lacul cel mai mare din Germania, după lacul Constanța, care se află numai o parte pe teritoriul Germaniei. Lacul s-a format în ultima perioadă de glaciațiune și are suprafața de 117 km² , având adâncimea medie de 6,5 m. Malul de est este jos, adâncimea lacului aici pe o porțiune mare nedepășind 1 m. Lacul este alimentat de râul Elde, scurgerea apei din lac fiind realizată de Elde și Canalul Bolter care se varsă în Havel. Lacul aparține în parte (318 km²) din anul 1990 de Parcul național Müritz care se află pe malul de est al lacului. Malul de vest al lacului fiind alcătuit din păduri mici, câmpii și coline joase. Malul de est este o regiune umedă cu vegetație tipică de smârcuri, tufișuri și stuf, apa freatică fiind aproape de suprafață. Localitățile mai importante de pe țărmul lui fiind Waren (Müritz),  Rechlin, Vipperow, Priborn, Ludorf, Röbel/Müritz, Gotthun, Sietow și Klink.